# راسلمينيا 22
راسلمينيا 22 هو المهرجان الثاني والعشرون من مهرجانات راسلمينيا الذي يقدمه مؤسسة الدبليو دبليو إي جرى عرضه في 2 أبريل 2006 في ساحة الستاتي في مدينة لروزمونت، بولاية إلينوي الأمريكية.

## المباريات والنتائج
| رقم المباراة | المباراة                                                                | شرط المباراة                         |
| ------------ | ----------------------------------------------------------------------- | ------------------------------------ |
| 1            | بيج شو وكين يهزمان كريس ماسترز وكارليتو                                 | بطولة العالم للفرق الثنائية          |
| 2            | روب فان دام يهزم بوبي لاشلي وفينلي ومات هاردي وريك فلير وشيلتون بنجامين | مباراة ماني إن ذا بانك               |
| 3            | جي بي ال يهزم كريس بنوا                                                 | مباراة على بطولة الولايات المتحدة    |
| 4            | ايدج يهزم ميك فولى                                                      | مباراة هاردكور                       |
| 5            | ذا بوجي مان يهزم بوكر تي                                                | مباراة فردية                         |
| 6            | ميكي جيمس تهزم تريش ستراتس                                              | مباراة على بطولة النساء              |
| 7            | اندرتيكر يهزم مارك هنري                                                 | مباراة تابوت                         |
| 8            | شون مايكلز يهزم فينس مكمان                                              | مباراة بدون قيود                     |
| 9            | ري ميستيريو يهزم كيرت أنغل وراندي اورتن                                 | مباراة علي بطولة العالم للوزن الثقيل |
| 10           | توري ويلسون تهزم كانديس ميشيل                                           | مباراة فردية                         |
| 11           | جون سينا يهزم تريبل إتش                                                 | مباراة علي بطولة دبليو دبليو اي      |
| 12           | باتل رويال                                                              | الفائز فيسرا                         |

## روابط خارجية
- راسلمينيا 22 على موقع IMDb (الإنجليزية)
- راسلمينيا 22 على موقع قاعدة بيانات الفيلم (الإنجليزية)

- The Official Website of WrestleMania 22
- WrestleMania 22 Is Highest Grossing One-Day Event Ever At Allstate Arena